# Campionato Europeo Velocità 1997
Il campionato Europeo Velocità 1997 è stato la diciassettesima edizione della competizione motociclistica Europea.

## Stagione
In quest'annata le quattro categorie che assegnano il titolo europeo (nel motociclismo su pista) sono: le classi 125 e 250 per quanto riguarda i prototipi; Superbike e Supersport per le motociclette derivate dalla serie. Tutti i campionati si sono svolti su un totale di nove gare, tranne la Superbike, disputatasi su otto Gran Premi col formato delle due gare per un totale di sedici prove. 

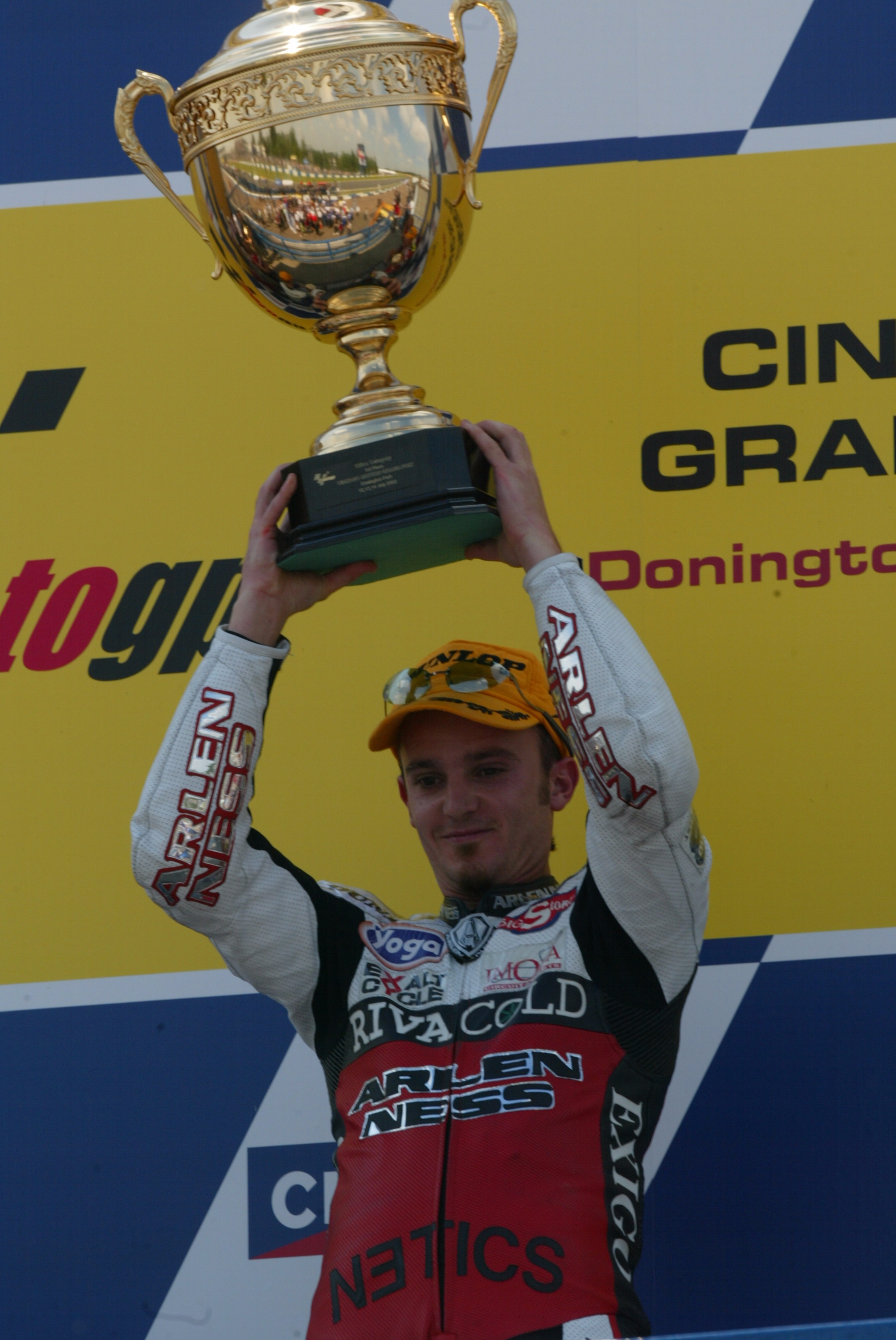
Arnaud Vincent, qui immortalato nel 2002, vincitore del titolo europeo classe 125.

 Superbike e Supersport, a differenza delle altre classi che hanno un calendario proprio (e altre serie minori di supporto), vengono disputate in concomitanza con le gare in territorio europeo dei corrispettivi campionati mondiali. In particolare, per quanto concerne la Superbike, i piloti scendono in pista nelle stesse gare prendendo punti solo in una delle due classifiche.
Piloti italiani in grande spolvero nella Classe 125: sei vittorie su nove gare con Paolo Tessari, Andrea Ballerini e Marco Melandri; nonostante ciò, il titolo va al francese Arnaud Vincent su Aprilia. Vincent, vittorioso solo ad Anderstorp, prende punti in ogni evento e sopranza di tredici punti Tessari. Sostanziale equilibrio tra i costruttori con Honda a cinque successi contro i quattro di Aprilia.
Nella Classe 250 il titolo va a Davide Bulega; il pilota Aprilia vince tre gare, sale su podio in altre tre e chiude con una sola prova a zero punti. Secondo, a poco meno di venti lunghezze da Bulega, si classifica il britannico Jason Vincent su Yamaha; vincitore a Budapest. Terzo posto, poco distante da Vincent, per Roberto Rolfo, vincitore in due occasioni. Cinque vittorie complessive per Aprilia in questa categoria, due ciascuna per Yamaha e Honda.
La Supersport segue, in quest'annata, il calendario europeo delle World Series. Angelo Conti, su Ducati, si laurea campione continentale con un margine di quattro punti sul tedesco Stefan Scheschowitsch (Kawasaki) vincitore in tre occasioni. Terzo, leggermente più distante, José Martín Vásquez, su Honda. Sostanziale equilibrio tra i costruttori con quattro Case motociclistiche capaci di vincere almeno una gara.
La Superbike giunge alla sua ultima edizione (fino alla ripresa parziale del biennio 2015-2016) con un formato singolare: stesso evento e classifiche a punti separati. Il tedesco Udo Mark, della partita solo a stagione in corso, vince dieci delle dodici gare disputate facendo suo il titolo con oltre venti punti di margine su Giorgio Cantalupo. Terzo posto per Anton Gruschka su Yamaha. Come nelle Supersport, anche qui quattro case sono grado di vincere: con netta prevalenza per Suzuki con Udo Mark.

## Calendario
| Data         | Nazione    | Circuito   | Vincitori                  | Vincitori                   | Vincitori |
| Data         | Nazione    | Circuito   | classe 125                 | classe 250                  |           |
| ------------ | ---------- | ---------- | -------------------------- | --------------------------- | --------- |
| 16 marzo     | Spagna     | Albacete   | Paolo Tessari - Aprilia    | Davide Bulega - Aprilia     |           |
| 25 maggio    | Ungheria   | Budapest   | Paolo Tessari - Aprilia    | Jason Vincent - Yamaha      |           |
| 15 giugno    | Portogallo | Braga      | Andrea Ballerini - Aprilia | Davide Bulega - Aprilia     |           |
| 21 giugno    | Francia    | Carole     | Rodney Fee - Honda         | Davide Bulega - Aprilia     |           |
| 13 luglio    | Rep. Ceca  | Most       | Maik Steif - Honda         | Roberto Rolfo - Aprilia     |           |
| 10 agosto    | Svezia     | Anderstorp | Arnaud Vincent - Aprilia   | Yasumasa Hatakeyama - Honda |           |
| 7 settembre  | Italia     | Vallelunga | Marco Melandri - Honda     | Yasumasa Hatakeyama - Honda |           |
| 21 settembre | Croazia    | Rijeka     | Marco Melandri - Honda     | Roberto Rolfo - Aprilia     |           |
| 26 ottobre   | Spagna     | Cartagena  | Marco Melandri - Honda     | José Luis Cardoso - Yamaha  |           |

## Le classi

### Classe 125
Fonte:
| Pos. | Pilota               | Moto    | Spagna (bandiera) | Ungheria (bandiera) | Portogallo (bandiera) | Francia (bandiera) | Rep. Ceca (bandiera) | Svezia (bandiera) | Italia (bandiera)  | Croazia (bandiera)  | Spagna (bandiera) | P.ti |
| ---- | -------------------- | ------- | ----------------- | ------------------- | --------------------- | ------------------ | -------------------- | ----------------- | ------------------ | ------------------- | ----------------- | ---- |
| 1    | Arnaud Vincent       | Aprilia | 14                | 8                   | 2                     | 4                  | 5                    | 1                 | 4                  | 2                   | 2                 | 132  |
| 2    | Paolo Tessari        | Aprilia | 1                 | 1                   | -                     | 2                  | 3                    | 3                 | 9                  | 12                  | 10                | 119  |
| 3    | Andrea Ballerini     | Aprilia | -                 | -                   | 1                     | 8                  | -                    | -                 | 2                  | 3                   | 3                 | 85   |
| 4    | Marco Melandri       | Honda   | -                 | -                   | -                     | -                  | -                    | -                 | 1                  | 1                   | 1                 | 75   |
| 5    | Maik Stief           | Honda   | 6                 | -                   | 3                     | -                  | 1                    | -                 | 10                 | 4                   | -                 | 70   |
| 6    | Marco Borciani       | Honda   | 3                 | 2                   | -                     | 9                  | 7                    | -                 | 8                  | 11                  | -                 | 65   |
| 7    | Igor Antonelli       | Honda   | -                 | 10                  | -                     | -                  | 2                    | -                 | 3                  | 7                   | 5                 | 62   |
| 8    | Fonsi Nieto          | Honda   | 4                 | -                   | 4                     | 11                 | 4                    | -                 | -                  | 8                   | 7                 | 61   |
| 9    | Federico Cerroni     | Aprilia | 2                 | 5                   | -                     | 5                  | -                    | -                 | 6                  | 13                  | -                 | 55   |
| 10   | Robbin Harms         | Honda   | -                 | 3                   | 5                     | -                  | 11                   | 2                 | -                  | -                   | -                 | 52   |
| 11   | Rodney Fee           | Honda   | -                 | 6                   | -                     | 1                  | -                    | 9                 | 14                 | -                   | -                 | 44   |
| 12   | Jarno Jansen         | Honda   | 8                 | 9                   | 8                     | -                  | 6                    | -                 | -                  | -                   | -                 | 33   |
| 13   | David Mico           | Aprilia | -                 | -                   | -                     | 3                  | -                    | 4                 | -                  | 14                  | -                 | 31   |
| 14   | Maurizio Cucchiarini | Honda   | -                 | 14                  | 9                     | 12                 | 13                   | 8                 | -                  | -                   | 12                | 28   |
| 15   | Julián Miralles      | Honda   | -                 | -                   | 11                    | -                  | 10                   | -                 | 13                 | 9                   | 11                | 26   |
| 16   | David García         | Honda   | 5                 | 7                   | -                     | -                  | 12                   | -                 | -                  | -                   | -                 | 24   |
| 17   | Simone Sanna         | Aprilia | -                 | -                   | -                     | 6                  | -                    | -                 | 12                 | 6                   | -                 | 24   |
| 18   | Gábor Talmácsi       | Honda   | -                 | 4                   | -                     | 7                  | -                    | -                 | -                  | -                   | -                 | 22   |
| 19   | Andrea Zappa         | Aprilia | 9                 | -                   | 10                    | -                  | -                    | -                 | 15                 | -                   | 8                 | 22   |
| 20   | Jerónimo Vidal       | Yamaha  | -                 | -                   | 14                    | -                  | -                    | 5                 | -                  | -                   | 9                 | 20   |
| 21   | Emanuel Buchner      | Aprilia | 11                | 12                  | -                     | -                  | -                    | -                 | -                  | 5                   | -                 | 20   |
| 22   | José Ramón Ramírez   | Honda   | -                 | -                   | -                     | 13                 | 14                   | -                 | -                  | -                   | 6                 | 15   |
| 23   | Álvaro Molina        | Honda   | -                 | -                   | -                     | -                  | -                    | -                 | -                  | -                   | 4                 | 13   |
| 24   | Gaspare Caffiero     | Honda   | -                 | -                   | -                     | -                  | -                    | -                 | 5                  | -                   | -                 | 11   |
| 25   | Christian Pistoni    | Honda   | -                 | 11                  | -                     | -                  | -                    | -                 | -                  | 10                  | -                 | 11   |
| 26   | Ivan Martínez        | Aprilia | -                 | -                   | 6                     | -                  | -                    | -                 | -                  | -                   | -                 | 10   |
| 27   | Yrjö Salonen         | Honda   | -                 | -                   | -                     | -                  | -                    | 6                 | -                  | -                   | -                 | 10   |
| 28   | Shahrol Yuzi         | Honda   | -                 | -                   | 13                    | -                  | 9                    | -                 | -                  | -                   | -                 | 10   |
| 29   | Fernando Mendes      | Honda   | 7                 | -                   | -                     | -                  | -                    | -                 | -                  | -                   | -                 | 9    |
| 30   | João Rodrigues       | Yamaha  | -                 | -                   | 7                     | -                  | -                    | -                 | -                  | -                   | -                 | 9    |
| 31   | Kuan Meng Chin       | Honda   | -                 | -                   | -                     | -                  | -                    | 7                 | -                  | -                   | -                 | 9    |
| 32   | Alessandro Romagnoli | Aprilia | -                 | -                   | -                     | -                  | -                    | -                 | 7                  | -                   | -                 | 9    |
| 33   | Marco Masetti        | Honda   | -                 | -                   | -                     | -                  | 8                    | -                 | -                  | -                   | -                 | 8    |
| 34   | Mike Baldinger       | Honda   | -                 | 15                  | -                     | 10                 | -                    | -                 | -                  | -                   | -                 | 7    |
| 35   | Harald Danninger     | Honda   | 10                | -                   | -                     | -                  | -                    | -                 | -                  | -                   | -                 | 6    |
| 36   | Pablo Nieto          | Aprilia | -                 | -                   | -                     | -                  | -                    | 10                | -                  | -                   | -                 | 6    |
| 37   | Alessio Cadalora     | Honda   | -                 | -                   | -                     | -                  | -                    | -                 | 11                 | 15                  | -                 | 6    |
| 38   | Alessio Corradi      | Aprilia | -                 | -                   | -                     | -                  | -                    | 11                | -                  | -                   | -                 | 5    |
| 39   | Alex Hofmann         | Yamaha  | 12                | -                   | -                     | -                  | -                    | -                 | -                  | -                   | -                 | 4    |
| 40   | Jose Leite           | Yamaha  | -                 | -                   | 12                    | -                  | -                    | -                 | -                  | -                   | -                 | 4    |
| 41   | Jukka Vainio         | Honda   | -                 | -                   | -                     | -                  | -                    | 12                | -                  | -                   | -                 | 4    |
| 42   | Vicente Esparragoso  | Yamaha  | 13                | -                   | -                     | -                  | -                    | -                 | -                  | -                   | -                 | 3    |
| 43   | Nuno Oliveira        | Yamaha  | -                 | -                   | 13                    | -                  | -                    | -                 | -                  | -                   | -                 | 3    |
| 44   | Reinhard Stolz       | Honda   | -                 | -                   | -                     | -                  | -                    | 13                | -                  | -                   | -                 | 3    |
| 45   | Randy de Puniet      | Honda   | -                 | -                   | -                     | -                  | -                    | -                 | -                  | -                   | 13                | 3    |
| 46   | David Ortega         | Honda   | 15                | -                   | -                     | -                  | -                    | -                 | -                  | -                   | 14                | 3    |
| 47   | Attila Magda         | Aprilia | -                 | -                   | -                     | 14                 | -                    | -                 | -                  | -                   | -                 | 2    |
| 48   | Ole Gram             | Honda   | -                 | -                   | -                     | -                  | -                    | 14                | -                  | -                   | -                 | 2    |
| 49   | Antonio Torres       | Aprilia | -                 | -                   | 15                    | -                  | -                    | -                 | -                  | -                   | -                 | 1    |
| 50   | Tomáš Hlavatka       | Honda   | -                 | -                   | -                     | 15                 | [ 9 ]                |                   |                    |                     |                   | 1    |
| 51   | Max Sabbatani        | Aprilia | -                 | -                   | -                     | -                  | 15                   | -                 | -                  | -                   | -                 | 1    |
| 52   | Ilkka Roininen       | Honda   | -                 | -                   | -                     | -                  | -                    | 15                | -                  | -                   | -                 | 1    |
| 53   | Klaus Nöhles         | Honda   | -                 | -                   | -                     | -                  | -                    | -                 | -                  | -                   | 15                | 1    |
| Pos. | Pilota               | Moto    | Spagna (bandiera) | Ungheria (bandiera) | Portogallo (bandiera) | Francia (bandiera) | Rep. Ceca (bandiera) | Svezia (bandiera) | Croazia (bandiera) | Germania (bandiera) | Spagna (bandiera) | P.ti |

| Legenda | 1º posto        | 2º posto            | 3º posto           | A punti      | Senza punti        | Grassetto – Pole position Corsivo – Giro più veloce |
| Legenda | Gara non valida | Non qual./Non part. | Ritirato/Non class | Squalificato | '-' Dato non disp. | Grassetto – Pole position Corsivo – Giro più veloce |

### Classe 250
Fonte:
| Pos. | Pilota               | Moto    | Spagna (bandiera) | Ungheria (bandiera) | Portogallo (bandiera) | Francia (bandiera) | Rep. Ceca (bandiera) | Svezia (bandiera) | Italia (bandiera)  | Croazia (bandiera)  | Spagna (bandiera) | P.ti |
| ---- | -------------------- | ------- | ----------------- | ------------------- | --------------------- | ------------------ | -------------------- | ----------------- | ------------------ | ------------------- | ----------------- | ---- |
| 1    | Davide Bulega        | Aprilia | 1                 | 3                   | 1                     | 1                  | 2                    | 9                 | -                  | 3                   | 10                | 140  |
| 2    | Jason Vincent        | Yamaha  | 5                 | 1                   | 5                     | -                  | 5                    | 2                 | 4                  | 6                   | 2                 | 121  |
| 3    | Roberto Rolfo        | Aprilia | -                 | 5                   | 12                    | 9                  | 1                    | 5                 | 3                  | 1                   | 3                 | 115  |
| 4    | Yasumasa Hatakeyama  | Honda   | -                 | 8                   | 6                     | 6                  | 4                    | 1                 | 1                  | 2                   | -                 | 111  |
| 5    | Johan Stigefelt      | Honda   | 7                 | 2                   | 3                     | -                  | 3                    | 7                 | 8                  | 5                   | 5                 | 100  |
| 6    | Sébastien Gimbert    | Honda   | -                 | 6                   | 2                     | -                  | 6                    | 8                 | 2                  | 7                   | 4                 | 90   |
| 7    | Fabio Carpani        | Aprilia | 6                 | 9                   | 10                    | 3                  | 7                    | 10                | 6                  | 4                   | 6                 | 87   |
| 8    | Scott Smart          | Honda   | 4                 | -                   | 4                     | 2                  | 15                   | 3                 | -                  | -                   | 7                 | 72   |
| 9    | Walter Tortoroglio   | Aprilia | -                 | 12                  | -                     | -                  | 12                   | 4                 | 7                  | 9                   | 9                 | 44   |
| 10   | Ivan Clementi        | Aprilia | -                 | 7                   | 7                     | -                  | -                    | 11                | 9                  | -                   | 9                 | 35   |
| 11   | Oscar Sainz          | Aprilia | 2                 | 10                  | 8                     | -                  | -                    | -                 | -                  | -                   | -                 | 34   |
| 12   | Shane Norval         | Honda   | -                 | -                   | -                     | 7                  | 11                   | 12                | 13                 | 8                   | -                 | 29   |
| 13   | Claudio Vanzetta     | Aprilia | -                 | -                   | -                     | 5                  | 8                    | 13                | 15                 | -                   | -                 | 27   |
| 14   | Javier Mersella      | Honda   | 3                 | -                   | -                     | -                  | 6                    | -                 | -                  | -                   | -                 | 26   |
| 15   | José Luis Cardoso    | Yamaha  | -                 | -                   | -                     | -                  | -                    | -                 | -                  | -                   | 1                 | 25   |
| 16   | Julien Allemand      | Honda   | -                 | 4                   | -                     | 8                  | -                    | 14                | -                  | -                   | 14                | 25   |
| 17   | Maurice Bolwerg      | Honda   | -                 | -                   | 14                    | 4                  | 13                   | -                 | -                  | 11                  | 15                | 24   |
| 18   | José David De Gea    | Yamaha  | 9                 | -                   | 13                    | 12                 | -                    | -                 | -                  | -                   | 8                 | 22   |
| 19   | Felisberto Teixeira  | Yamaha  | -                 | -                   | 11                    | 10                 | 10                   | 15                | 15                 | -                   | -                 | 19   |
| 20   | Filippo Cotti        | Aprilia | -                 | 11                  | -                     | 11                 | 14                   | -                 | 10                 | -                   | -                 | 18   |
| 21   | Bohumil Staša Jr.    | Aprilia | 10                | 13                  | -                     | -                  | 9                    | -                 | -                  | -                   | -                 | 16   |
| 22   | Matthieu Lagrive     | Honda   | -                 | -                   | 9                     | 14                 | -                    | -                 | -                  | 10                  | -                 | 15   |
| 23   | Ismael Bonilla       | Honda   | 8                 | 14                  | -                     | -                  | -                    | -                 | -                  | -                   | 12                | 14   |
| 24   | Alessandro Antonello | Aprilia | -                 | -                   | -                     | -                  | -                    | -                 | 5                  | -                   | -                 | 11   |
| 25   | Vladimír Častka      | Honda   | 12                | -                   | -                     | -                  | -                    | -                 | -                  | -                   | 13                | 7    |
| 26   | Steve Sawford        | Aprilia | 11                | -                   | -                     | -                  | -                    | -                 | -                  | -                   | -                 | 5    |
| 27   | Sandro Di Stefano    | Honda   | -                 | -                   | -                     | -                  | -                    | -                 | 12                 | -                   | -                 | 4    |
| 28   | Hrvoje Tuden         | Honda   | -                 | -                   | -                     | -                  | -                    | -                 | -                  | 12                  | -                 | 4    |
| 29   | Augustin Escobar     | Honda   | -                 | -                   | 15                    | 13                 | -                    | -                 | -                  | -                   | -                 | 4    |
| 30   | Hans-Peter Mühlebach | Honda   | 13                | -                   | -                     | -                  | -                    | -                 | -                  | -                   | -                 | 3    |
| 31   | Miha Zupan           | Honda   | -                 | -                   | -                     | -                  | -                    | -                 | -                  | 13                  | -                 | 3    |
| 32   | Robin Milton         | Honda   | 14                | -                   | -                     | -                  | -                    | -                 | -                  | -                   | -                 | 2    |
| 33   | Jesús Pérez Gómez    | Honda   | -                 | -                   | -                     | -                  | -                    | -                 | 14                 | -                   | -                 | 2    |
| 34   | Viljem Zivec         | Honda   | -                 | -                   | -                     | -                  | -                    | -                 | -                  | 14                  | -                 | 2    |
| 35   | Manuel Luque Rossi   | Yamaha  | -                 | 15                  | -                     | -                  | -                    | -                 | -                  | -                   | -                 | 1    |
| 36   | Sonni Harms          | Honda   | -                 | -                   | -                     | 15                 | -                    | -                 | -                  | -                   | -                 | 1    |
| 37   | Luigi Aljinovic      | Honda   | -                 | -                   | -                     | -                  | -                    | -                 | -                  | 15                  | -                 | 1    |
| Pos. | Pilota               | Moto    | Spagna (bandiera) | Ungheria (bandiera) | Portogallo (bandiera) | Francia (bandiera) | Rep. Ceca (bandiera) | Svezia (bandiera) | Croazia (bandiera) | Germania (bandiera) | Spagna (bandiera) | P.ti |

| Legenda | 1º posto        | 2º posto            | 3º posto           | A punti      | Senza punti        | Grassetto – Pole position Corsivo – Giro più veloce |
| Legenda | Gara non valida | Non qual./Non part. | Ritirato/Non class | Squalificato | '-' Dato non disp. | Grassetto – Pole position Corsivo – Giro più veloce |

### Supersport

#### Prime cinque posizioni
| Pos. | Pilota                | Moto     | San Marino (bandiera) | Regno Unito (bandiera) | Germania (bandiera) | Italia (bandiera) | Europa (bandiera) | Austria (bandiera) | Paesi Bassi (bandiera) | Germania (bandiera) | Spagna (bandiera) | P.ti |
| ---- | --------------------- | -------- | --------------------- | ---------------------- | ------------------- | ----------------- | ----------------- | ------------------ | ---------------------- | ------------------- | ----------------- | ---- |
| 1    | Angelo Conti          | Ducati   | -                     | 7                      | -                   | 2                 | 4                 | 1                  | 8                      | 3                   | 8                 | 99   |
| 2    | Stefan Scheschowitsch | Kawasaki | -                     | -                      | 1                   | -                 | -                 | -                  | 2                      | 1                   | 1                 | 95   |
| 3    | José Martín Vásquez   | Honda    | -                     | -                      | -                   | 13                | 8                 | 2                  | 5                      | 2                   | 2                 | 82   |
| 4    | Christian Kellner     | Suzuki   | -                     | 4                      | 6                   | -                 | -                 | -                  | 11                     | 4                   | 6                 | 51   |
| 5    | Herbert Kaufmann      | Yamaha   | -                     | 1                      | -                   | -                 | -                 | -                  | 1                      | -                   | -                 | 50   |
| Pos. | Pilota                | Moto     | San Marino (bandiera) | Regno Unito (bandiera) | Germania (bandiera) | Italia (bandiera) | Europa (bandiera) | Austria (bandiera) | Paesi Bassi (bandiera) | Germania (bandiera) | Spagna (bandiera) | P.ti |

| Legenda | 1º posto        | 2º posto            | 3º posto           | A punti      | Senza punti        | Grassetto – Pole position Corsivo – Giro più veloce |
| Legenda | Gara non valida | Non qual./Non part. | Ritirato/Non class | Squalificato | '-' Dato non disp. | Grassetto – Pole position Corsivo – Giro più veloce |

### Superbike

#### Prime cinque posizioni
| Pos. | Pilota            | Moto     |     |     |     |   |   |   |   |   |     |    |   |   |     |     |   |   | P.ti |
| ---- | ----------------- | -------- | --- | --- | --- | - | - | - | - | - | --- | -- | - | - | --- | --- | - | - | ---- |
| 1    | Udo Mark          | Suzuki   |     |     |     |   | 1 | 1 | 1 | 1 | NV  | NP | 1 | 1 | 1   | 1   | 1 | 1 | 250  |
| 2    | Giorgio Cantalupo | Ducati   | 1   | 1   | Rit | 2 | 5 | 5 | 3 | 2 | 4   | 7  | 3 | 4 | 7   | Rit | 2 | 2 | 228  |
| 3    | Anton Gruschka    | Yamaha   | Rit | Rit | 1   | 1 | 2 | 2 | 2 | 4 | Rit | 4  | 2 | 2 | 4   | Rit | 4 | 4 | 215  |
| 4    | Jirý Mrkývka      | Kawasaki | 3   | 3   | 2   | 4 |   |   |   |   | 6   | 6  | 8 | 5 | Rit | 4   | 3 | 3 | 149  |
| 5    | Gerhard Esterer   | Kawasaki | 5   | NP  |     |   | 4 | 4 | 6 | 5 |     |    | 4 | 3 |     |     |   |   | 87   |
| Pos. | Pilota            | Moto     |     |     |     |   |   |   |   |   |     |    |   |   |     |     |   |   | P.ti |

| Legenda | 1º posto        | 2º posto            | 3º posto           | A punti      | Senza punti        | Grassetto – Pole position Corsivo – Giro più veloce |
| Legenda | Gara non valida | Non qual./Non part. | Ritirato/Non class | Squalificato | '-' Dato non disp. | Grassetto – Pole position Corsivo – Giro più veloce |

## Sistema di punteggio
| Pos.  | 1  | 2  | 3  | 4  | 5  | 6  | 7 | 8 | 9 | 10 | 11 | 12 | 13 | 14 | 15 | 16 > |
| ----- | -- | -- | -- | -- | -- | -- | - | - | - | -- | -- | -- | -- | -- | -- | ---- |
| Punti | 25 | 20 | 16 | 13 | 11 | 10 | 9 | 8 | 7 | 6  | 5  | 4  | 3  | 2  | 1  | 0    |